# Partit Comunista del Nepal (Burma)
Partit Comunista del Nepal (Burma) fou un partit polític del Nepal. Es va escindir del Partit Comunista del Nepal (Amatya) i el 1991, junt amb aquest, es va unir al Partit Comunista del Nepal (Manandhar) i van formar el Partit Comunista del Nepal (Unitat), però la unió es va trencar el 1992 i el Partit Comunista del Nepal (Burma) es va reconstituir fins que el 1994 es va unir al Partit Comunista del Nepal (Unificat Marxista-Leninista).